# Disopora coulsoni
Disopora coulsoni är en skalbaggsart som först beskrevs av Last 1952.  Disopora coulsoni ingår i släktet Disopora, och familjen kortvingar. Arten är reproducerande i Sverige.